# Condon (Montana)
Condon – jednostka osadnicza w Stanach Zjednoczonych, w stanie Montana, w hrabstwie Missoula.